# Opius flavobasis
Opius flavobasis är en stekelart som beskrevs av Papp 2003. Opius flavobasis ingår i släktet Opius och familjen bracksteklar. Inga underarter finns listade i Catalogue of Life.